# Павловка (Солонянский район)
Па́вловка (укр. Павлівка) — село,
Павловский сельский совет,
Солонянский район,
Днепропетровская область,
Украина.
Код КОАТУУ — 1225085001. Население по переписи 2001 года составляло 544 человека .
Является административным центром Павловского сельского совета, в который, кроме того, входят сёла
Цветущее,
Мирное и
Пропашное.

## Географическое положение
Село Павловка находится на левом берегу реки Камышеватая Сура в месте впадения в неё реки Любимовка,
выше по течению на расстоянии в 4,5 км расположено село Цветущее,
ниже по течению на расстоянии в 4 км расположено село Перше Травня,
на противоположном берегу — пгт Новопокровка,
выше по течению реки Любимовка на расстоянии в 1,5 км расположено село Мирное.

## История
- Село основано в XVII веке. Первое письменное упоминание относится к 1780 году.

## Объекты социальной сферы
- Школа I-II ст.
- Фельдшерско-акушерский пункт.
- Дом культуры.